# Kövirigó
A  kövirigó (Monticola saxatilis) a madarak osztályának verébalakúak (Passeriformes)  rendjébe és a légykapófélék (Muscicapidae) családjába tartozó faj.

## Rendszerezése
A fajt Carl von Linné svéd természettudós írta le 1766-ban, a Turdus nembe Turdus saxatilis néven.

## Előfordulása
Elterjedési területe Dél-Európától Közép-Ázsián keresztül Észak-Kínáig húzódik. Vonuló faj, a telet a Szaharától délre tölti Afrikában. Az elterjedésének északi peremén élő populációk az elmúlt évtizedekben kihaltak vagy visszahúzódtak, például a 20. század elején még Lengyelországban is költött, ahonnan mára eltűnt.
Természetes élőhelyei a mérsékelt övi gyepek, cserjések és szavannák, sziklás környezetben.

### Kárpát-medencei előfordulása
Magyarországon állandó, korábban rendszeresen fészkelő volt, de nagyon megfogyatkozott.

## Megjelenése
Testhossza 18 centiméter, szárnyfesztávolsága 33-37 centiméter, testtömege 43-63 gramm. A nászruhás hím jellegzetes kék-vörös-fehér mintázatáról könnyen felismerhető. A tojók és a fiatalok barnás színűek, de a hasonló kék kövirigó tojójánál és fiataljainál világosabbak.
|  |  |

## Életmódja
Száraz, délre néző, sziklakibúvásokkal tarkított kopár hegyoldalak madara. 
Nyáron sokféle rovart fogyaszt, de zsákmányul ejt kisebb gyíkokat is. Ősszel bogyókat is fogyaszt.

## Szaporodása

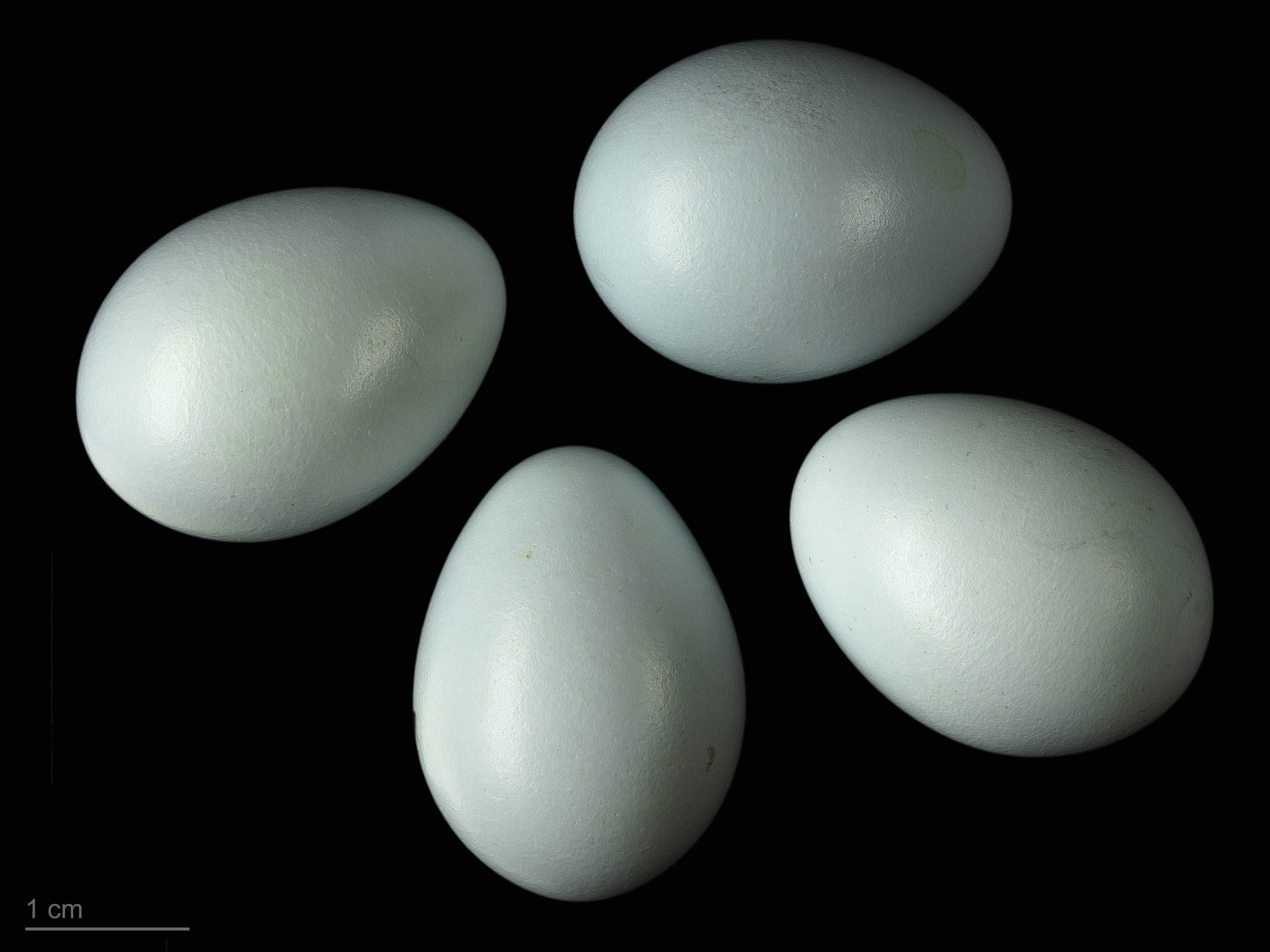
Monticola saxatilis

Fészkét sziklarepedésekbe és üregekbe rakja. A fészket a tojó készíti mohából, fűszálakból és  gyökérdarabokból, míg a hím a közelben énekel. Fészekalja általában 5 tojásból áll.

## Természetvédelmi helyzete
Az elterjedési területe rendkívül nagy, egyedszáma még nagy és ugyan csökken, de még nem éri el a kritikus szintet. A Természetvédelmi Világszövetség Vörös listáján nem fenyegetett fajként szerepel. Európában nem fenyegetett fajként van nyilvántartva, Magyarországon fokozottan védett, természetvédelmi értéke 500 000 Ft.